# Mihalecz Boldizsár
Mihalecz Boldizsár (Nagykanizsa, 1941. november 14. – Veszprém, 2010. augusztus 18.) labdarúgó, hátvéd.

## Pályafutása
A Nagykanizsai Olajbányász nevelése. Az NB II-es csapatban 1957 tavaszán mutatkozott be. 1961 nyarán átigazolt a ZTE-be. 1963 és 1966 között a Bp. Honvéd labdarúgója volt. 1963. augusztus 19-én mutatkozott be az élvonalban a Győri Vasas ETO ellen, ahol csapata 2–0-s vereséget szenvedett. A Honvéddal két bajnoki ezüstérmet szerzett. 1967-ben az MTK játékosa volt. Az élvonalban 68 bajnoki mérkőzésen szerepelt. 1968-tól a Bp. Spartacusban szerepelt.
Edzőként 1977-80 között az MTK pályaedzője majd 1980 nyara és 1981 ősze között a Soproni Sport Egyesület NB-2 ben szereplő csapatának a vezetőedzője volt.

## Sikerei, díjai
- Magyar bajnokság
  - 2.: 1963-ősz, 1964
- Magyar kupa (MNK)
  - győztes: 1964[3]